# مراقبت از بیمار بستری
مراقبت از بیمار بستری (به انگلیسی: Inpatient care) مراقبت و نگهداری از بیمارانی است که شرایط آنها مستلزم بستری شدن در بیمارستان است. پیشرفت در پزشکی مدرن و ظهور درمانگاههای جامع باعث می‌شود که بیماران تنها در شرایطی که به شدت مریض هستند یا دچار آسیب جسمی شدید شده‌اند در بیمارستان بستری شوند.

## پیشرفت
بیماران عمدتاً تحت مراقبت‌های سرپایی از طریق ارجاع به پزشک خانواده یا از طریق بخش‌های اورژانس تحت بستری قرار می‌گیرند. بیمار پس از نوشتن قرارداد پذیرش به‌طور رسمی تبدیل به «بیمار بستری» می‌شود. به همین ترتیب، به‌طور رسمی با نوشتن قرارداد تخلیه، بستری شدن بیمار پایان می‌یابد.

### برنامه‌ریزی برای ترخیص بیمار
متخصصان مراقبت‌های بهداشتی که در توانبخشی مشارکت دارند اغلب در برنامه‌ریزی ترخیص بیماران مشارکت دارند. هنگام در نظر گرفتن ترخیص بیمار، عوامل مختلفی در نظر گرفته می‌شود مانند وضعیت فعلی بیمار، محل زندگی و نوع پشتیبانی موجود برای بیمار. اگرچه ممکن است بیمار واجد شرایط ترخیص باشد اما بررسی عواملی مانند احتمال آسیب مجدد جهت جلوگیری از هزینه‌های بالاتر مراقبت‌های بهداشتی مهم است.. همچنین قبل از مرخص شدن از بیمارستان از خانه بیماران بازدید و معاینه شود تا هرگونه چالش فوری، سازگاری و وسایل کمکی مشخص شود. قرارهای پیگیری نیز باید قبل از ترخیص با بیمار هماهنگ شود تا روند پیشرفت بیمار و همچنین هرگونه عارضه احتمالی ایجاد شده کنترل شود.

## تاریخچه
مراقبت از بیمار بستری به ۲۳۰ سال قبل از میلاد در هند برمی گردد که سلطنت آشوکا ۱۸ بیمارستان را تأسیس کرد. همچنین رومیان مفهوم مراقبت از بیمار بستری را با ساختن معبدی تخصصی برای بیماران در سال ۲۹۱ بعد از میلاد در جزیره تیبر را نشان دادند.
اعتقاد بر این است که اولین مراقبت‌ها از بیمار بستری در آمریکای شمالی توسط اسپانیایی‌ها در جمهوری دومینیکن در سال ۱۵۰۲ ارائه شد؛ بیمارستان de Jesús Nazareno در مکزیکو سیتی در سال ۱۵۲۴ تأسیس شد و هنوز مراقبت‌های بیمارستانی را ارائه می‌دهد.
شاید مشهورترین ارائه دهنده مراقبت از بیمار بستری فلورانس نایتینگل بود که مدافع برجسته برای بهبود مراقبت‌های پزشکی در اواسط قرن ۱۹ بود.
فلورانس با ۳۸ پرستار داوطلب زن برای درمان سربازان زخمی در طول جنگ کریمه سفر کرد. در اولین زمستان او در بیمارستان، ۴۰۷۷ سرباز در بیمارستان آنجا جان باختند. او از این تجربه برای تغییر مسیر مراقبت از بیمار بستری با تمرکز بر بهبود شرایط بهداشتی و شرایط بهتر زندگی در بیمارستان استفاده خواهد کرد.
فلورانس به «بانوی با چراغ» معروف شد و هنوز بنیانگذار پرستاری مدرن محسوب می‌شود. مدرسه عالی پرستاری و مامایی فلورانس نایتینگل تا امروز ادامه دارد و او تصویری از خود به جا گذاشت که هر سال در روز پرستاران به تصویر کشیده می‌شود.

## آمار
در سال ۲۰۱۱، تقریباً ۳۹ میلیون بیمار بستری در ایالات متحده وجود داشت که در کل ۳۸۷ میلیارد دلار هزینه داشت. برنامه‌های مدیکر و مدیکید ایالات متحده مسئولیت ۶۳ درصد از کل هزینه‌های کل را بر عهده داشتند.
در سال ۲۰۱۱، تقریباً یک چهارم اقامت بیماران بستری در ایالات متحده در بخش مراقبت‌های ویژه بود؛ این یک چهارم تقریباً نیمی از کل هزینه بیمارستان در آن سال را شامل می‌شد.